# (29096) 1981 EW11
A (29096) 1981 EW11 a Naprendszer kisbolygóövében található aszteroida. Schelte J. Bus fedezte fel 1981. március 7-én.